# Tschirn
Cet article possède un paronyme, voir Tschirner.
Tschirn est une commune de Bavière (Allemagne), située dans l'arrondissement de Kronach, dans le district de Haute-Franconie.